# Miassite
La miassite (anche prassoite; simbolo IMA: Mia) è un minerale molto raro della classe dei minerali "solfuri e solfosali" con la composizione chimica Rh17S15 ed è quindi chimicamente un solfuro di rodio.

## Etimologia e storia
La miassite è stata scoperta per la prima volta nel 1981 nei pressi del fiume Miass vicino a Čeljabinsk negli Urali meridionali della Russia ed è stata descritta da S.N. Britvin, N.S. Rudashevsky, A.N. Bogdanova e D.K. Shcherbachev, che hanno chiamato il minerale con il nome della sua località tipo e hanno presentato la loro descrizione del minerale all'Associazione Mineralogica Internazionale nel 1997 (Registro nº IMA 1997-029). Il minerale e il nome scelto sono stati riconosciuti nello stesso anno. La prima descrizione è stata pubblicata nel 2001.
Tuttavia, Britvin et al. hanno osservato durante le loro indagini che la stessa sostanza era già stata presentata all'IMA/CNMNC nel 1970 con il nome di prassoite (numero di registro: IMA 1970-041), ma nella loro domanda hanno ipotizzato che il minerale non fosse riconosciuto. Infatti, secondo un commento scritto di L.J. Cabri del 2002, la prima domanda per la prassoite è stata accettata nell'aprile 1971. Tuttavia, i risultati dell'analisi e il nome riconosciuto probabilmente non sono mai stati pubblicati, quindi il nome prassoite è stato screditato a favore del nome miassite nel 2003.
Il campione tipo della miassite è conservato nel Museo Minerario del Museo Minerario Statale di San Pietroburgo con il numero di collezione 3073/2. Nel catalogo dei minerali dell'IMA, il campione tipo del minerale può essere trovato anche nella Collezione mineralogica della Facoltà di Geologia dell'Università Statale di San Pietroburgo (Università Statale di San Pietroburgo, Dipartimento di Geologia; abbreviazione UDG). Tuttavia, non viene fornito un numero di raccolta.

## Classificazione
Poiché la miassite è stata riconosciuta come minerale indipendente solo nel 1997, non è ancora elencata nell'8ª edizione della Sistematica dei minerali secondo Strunz, che è obsoleta dal 1977.
Nella Sistematica dei lapis (Lapis-Systematik) di Stefan Weiß, che è stata rivista e aggiornata l'ultima volta nel 2018 e che si basa ancora su questa sistematica classica per rispetto verso i collezionisti privati e le collezioni istituzionali, al minerale è stato assegnato il sistema e il minerale nº II/B.16-080. In tale classificazione questo corrisponde alla classe dei "solfuri e solfosali" e lì alla sottoclasse "Solfuri con il rapporto materiale metallo: S,Se,Te > 1:1", dove la miassite, insieme all'argentopentlandite, alla cobaltpentlandite, alla geffroyite, alla shadlunite manganese, alla palladseite, alla pentlandite e alla shadlunite, forma il "gruppo della pentlandite" con il numero di sistema II/B.16.
Anche la 9ª edizione della sistematica minerale di Strunz, aggiornata l'ultima volta dall'IMA/CNMNC nel 2024, classifica la miassite nella categoria dei "solfuri metallici, M:S > 1:1 (principalmente 2:1)". Tuttavia, questo è ulteriormente suddiviso in base ai metalli predominanti nel composto, in modo che il minerale si trovi in base alla sua composizione nella suddivisione "con rodio (Rh), palladio (Pd), platino (Pt), ecc.", dove forma solo il gruppo senza nome 2.BC.05 insieme alla palladseite.
Pure la classificazione dei minerali di Dana, utilizzata principalmente nel mondo anglosassone, classifica la miassite nella classe dei "solfuri e solfosali" e lì nella sottoclasse dei "minerali solfuri"; la si trova insieme a palladseite nel "gruppo della palladseite" con il sistema nº 16.02.19 all'interno della suddivisione "Solfuri – compresi seleniuri e tellururi – con varie formule".

## Abito cristallino
La miassite cristallizza cubicamente nel gruppo spaziale Pm3m (gruppo nº 221) con costante di reticolo a = 9,91 Å e 2 unità di formula per cella unitaria.

## Origine e giacitura
La miassite è stata trovata come inclusione nell'isoferroplatino in un concentrato minerale pesante insieme a cuprorhodsite, bowieite, vasilite, cooperite e keithconnite.
Essendo una formazione minerale rara, la miassite è stata rilevata solo in pochi campioni, con poco più di 10 siti documentati in tutto il mondo fino al 2023. Oltre alla sua località tipo, Miass negli Urali meridionali, il minerale si trovava anche in Russia nel complesso di Uktus vicino a Ekaterinburg nell'Oblast' di Sverdlovsk (Urali orientali).
Altri siti includono l'ex cava di ghiaia "Konstantinovo" (anche Novoseltsi) vicino a Kameno in Bulgaria, le "miniere di Thetford" nella regione di Chaudière-Appalaches (Québec) e Burwash Creek vicino a Kluane (Yukon) in Canada, la "miniera di Tiébaghi" nel massiccio di Tiébaghi vicino al comune di Koumac e un deposito di ofioliti sull'Île Ouen in Nuova Caledonia, un giacimento di placer sul fiume Haraigawa vicino a Misato-machi (Saitama) in Giappone, un complesso stratificato di gabbro vicino a Freetown in Sierra Leone, il complesso di Bushveld e la "Maandagshoek Farm" vicino a Burgersfort e la "Onverwacht Mine" vicino a Steelpoort nella provincia sudafricana di Limpopo e Platinum Creek nel Census Area di Bethel nello stato americano dell'Alaska.

## Forma in cui si presenta in natura
La miassite è stata finora trovata solo sotto forma di grani opachi e arrotondati di circa 70 × 100 μm di colore grigio.